# Полк Тауншип (округ Джефферсон, Пенсільванія)
Полк Тауншип (англ. Polk Township) — селище (англ. township) в США, в окрузі Джефферсон штату Пенсільванія. Населення — 284 особи (2020).

## Демографія
Згідно з переписом 2010 року, у селищі мешкало 265 осіб у 101 домогосподарстві у складі 69 родин. Було 334 помешкання
Расовий склад населення:
| - 98,9 % — білих |

До двох чи більше рас належало 1,1 %. Частка іспаномовних становила 0,0 % від усіх жителів.
За віковим діапазоном населення розподілялося таким чином: 26,4 % — особи молодші 18 років, 59,6 % — особи у віці 18—64 років, 14,0 % — особи у віці 65 років та старші. Медіана віку мешканця становила 42,4 року. На 100 осіб жіночої статі у селищі припадало 102,3 чоловіків;  на 100 жінок у віці від 18 років та старших — 103,1 чоловіків також старших 18 років.
Середній дохід на одне домашнє господарство  становив 52 531 долар США (медіана — 48 125), а середній дохід на одну сім'ю — 56 480 доларів (медіана — 52 188). За межею бідності перебувало 22,2 % осіб, у тому числі 42,1 % дітей у віці до 18 років та 25,0 % осіб у віці 65 років та старших.
Цивільне працевлаштоване населення становило 101 особа. Основні галузі зайнятості: виробництво — 20,8 %, освіта, охорона здоров'я та соціальна допомога — 19,8 %, роздрібна торгівля — 14,9 %, сільське господарство, лісництво, риболовля — 13,9 %.